# 移動式クレーン運転士
移動式クレーン運転士（いどうしきクレーンうんてんし）とは、日本において、労働安全衛生法に定められた国家資格（労働安全衛生法による免許証）の一つであり、移動式クレーン運転士免許試験（学科および実技）に合格し、免許の交付を受けた者をいう。 なお、吊上荷重5トン未満の移動式クレーンについては小型移動式クレーン運転技能講習を修了した者、吊上荷重1トン未満の移動式クレーンは移動式クレーンの運転の業務に係る特別教育を修了した者であれば運転の業務に従事する事が可能であるが、これらは技能講習修了者又は特別教育修了者であり、移動式クレーン運転士とは称呼しない。

## 概要
労働安全衛生法（昭和47年法律第57号）第61条では、事業者は、政令で定める一定の業務については、都道府県労働局長の当該業務に係る免許を受けた者又は都道府県労働局長の登録を受けた者が行う当該業務に係る技能講習を修了した者その他厚生労働省令で定める資格を有する者でなければ、当該業務に就かせてはならないとしている。
そして、就業制限に係る業務の一つとして労働安全衛生法施行令（昭和47年政令第318号）は「つり上げ荷重が1トン以上の移動式クレーンの運転（道路交通法第2条第1項第1号に規定する道路上を走行させる運転を除く）の業務」について就業制限を設けており（労働安全衛生法施行令第20条第7号）、当該業務についてはクレーン等安全規則（昭和47年労働省令第34号）により原則として移動式クレーン運転士免許を受けた者でなければ、当該業務に就かせてはならないとしている（クレーン等安全規則第68条）。
この免許は、荷を吊り上げて運搬・移動する運転操作のためだけの物である（一般的な資格と同様に、近接した分野であっても自動的に資格が与えられるわけでは無い。）。そのため、玉掛を行うためには玉掛作業者の資格、公道を走行するには当該移動式クレーンの道交法上の区分に応じた各種の道路交通法上の運転免許が別途必要となる。公道の移動や玉掛を別の人が行う場合は「移動式クレーン運転士」だけでよい。
反対に、移動式クレーンの荷を吊り上げて運搬・移動する運転操作を行わずに公道を移動させる場合は、該当の自動車運転免許だけで良い。また、移動式クレーンに玉掛する作業だけを行う場合は玉掛作業者の免許だけでよい。
ブーム・ジブといった一見クレーンと類似の構造を有する機械でありながらクレーン・デリック運転士免許とは別の資格として設けられている理由の一つとしては、移動式クレーンは強固な基礎をもって定置されているクレーンやデリックと異なり、不特定の場所へ自由に移動して作業できることと、機体の安定モーメントを超える荷重を吊り上げた場合に機体が転倒する危険性があることが挙げられる。

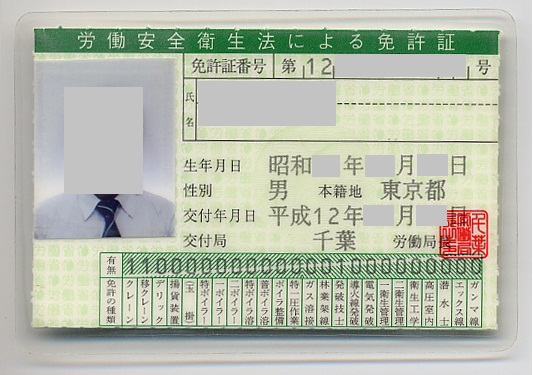
「免許の種類」欄の左から2番目が移動式クレーン　「有無」欄の1は限定条件無しを表す。

### 区分
移動式クレーン運転士免許
全ての移動式クレーンを運転・操作することができる。
クレーン・デリック運転士とは異なり現在のところ限定免許は設けられていない。

### 例外
小型移動式クレーン運転技能講習
クレーン等安全規則第68条は例外として小型移動式クレーン（つり上げ荷重が1トン以上5トン未満の移動式クレーン）の運転の業務については、小型移動式クレーン運転技能講習を修了した者を当該業務に就かせることができるとしている（クレーン等安全規則第68条ただし書き）。これは技能講習で得られる運転資格で移動クレーン運転士資格とは異なるものである。
移動式クレーンの運転の業務に係る特別教育
労働安全衛生法施行令第20条第7号では「つり上げ荷重が1トン以上の移動式クレーンの運転（道路交通法第2条第1項第1号に規定する道路上を走行させる運転を除く）の業務」について就業制限が設けられており、つり上げ荷重が1トン未満の移動式クレーンについては移動式クレーン運転士資格は必要とされていないが、これらについては特別教育を行わなければならないとされている（クレーン等安全規則第67条）。
技能講習及び特別教育については備考を参照。

## 免許試験
- 免許試験は全国の安全衛生技術センターにおいて行われる。実技教習は都道府県労働局長登録教習機関において行われる。免許試験はクレーン・デリック運転士免許試験及び移動式クレーン運転士免許試験規程（昭和47年労働省告示第102号）に基づく。移動式クレーン運転実技教習は揚貨装置運転実技教習、クレーン運転実技教習及び移動式クレーン運転実技教習規程（昭和47年労働省告示第99号）に基づく。
- 試験のうち、学科は安全衛生技術センターで受験しなければならないが、実技については同センターで実技試験を受けるコースのほか、登録教習機関で「移動式クレーン運転実技教習」を修了するという選択肢も認められている。学科試験・実技試験ともセンターで受験する場合は学科・実技の順に合格する必要があるが、実技教習を登録教習機関で受ける場合は学科試験の前にあらかじめ実技教習を修了しておくことも可能である。
- また公共職業能力開発施設のうち、独立行政法人高齢・障害・求職者雇用支援機構関西職業能力開発促進センター大阪港湾労働分所（愛称：ポリテクセンター大阪港）の港湾荷役科、独立行政法人高齢・障害・求職者雇用支援機構中部職業能力開発促進センター名古屋港湾労働分所（愛称：ポリテクセンター名古屋港）の港湾荷役科を修了した者は免許試験は学科・実技とも免除され、申請により免許が付与される。またクレーン免許を取得可能な教習所は全国各地にあるがその一例としてコベルコ教習所等がある。

### 受験資格
- 誰でも受験可能だが、免許交付は18歳以上。

### 試験科目
- 学科
  1. 移動式クレーンに関する知識
  2. 原動機及び電気に関する知識
  3. 移動式クレーンの運転のために必要な力学に関する知識
  4. 関係法令
- 実技
  1. 移動式クレーンの運転
  2. 移動式クレーンの運転のための合図

### 移動式クレーン運転実技教習科目
1. 移動式クレーンの基本運転（4時間）
2. 移動式クレーンの応用運転（4時間）
3. 移動式クレーンの合図の基本作業（1時間）

※修了試験が課せられる。

## 備考
以下はクレーン等安全規則において定められる「移動式クレーン運転士」資格とは異なるものであるが、一定の規模以下の移動式クレーンについては、技能講習又は特別教育を受けることで運転・操作することが可能とされている。

### 小型移動式クレーン運転技能講習

#### 技能講習の概要
- 技能講習は都道府県労働局長登録教習機関において行われる。講習科目や時間数はクレーン等運転関係技能講習規程（平成6年労働省告示第92号）に基づく。
- 既所持の免許・修了済みの他の技能講習の有無などにより所要時間は異なる。原則は17時間。
- 以下に科目免除について示すが、科目免除は教習機関の裁量で行われるため、受講する教習機関によっては免除を受けられない場合もある。
  - クレーン・デリック運転士免許を受けた者は、下記学科3.及び実技2.が免除され、10時間。
  - 床上操作式クレーン運転技能講習を修了した者は、下記学科3.及び実技2.が免除され、10時間。
  - 旧クレーン運転士免許を受けた者は、下記学科3.及び実技2.が免除され、10時間。
  - 揚貨装置運転士免許を受けた者は、下記学科3.及び実技2.が免除され、10時間。
  - 玉掛け技能講習を修了した者は、下記学科3.及び実技2.が免除され、10時間。
  - 旧デリック運転士免許を受けた者は、下記学科3.及び実技2.が免除され、10時間。
  - 建設機械施工技術検定の内、1級の技術検定に合格した者で実地試験においてショベル系建設機械操作施工法もしくは基礎工事用建設機械操作施工法を選択したもの又は2級の技術検定で昭和48年建設省告示第860号に定められた第二種若しくは第六種の種別に該当するものに合格した者は、下記学科2.が免除され、14時間。
  - 車両系建設機械（基礎工事用）運転技能講習を修了した者は、下記学科2.が免除され、14時間。
  - 労働安全衛生法施行令第20条第6号もしくは第7号の業務又は労働安全衛生規則第36条第6号、第15号から第17号までもしくは第19号の業務に、6か月以上従事した経験を有する者は、下記実技2.が免除され、16時間。
  - 鉱山において移動式クレーンの内、つり上げ荷重が5トン以上のものの運転の業務に1か月以上従事した経験を有する者は、下記実技1.及び実技2.が免除され、10時間。

#### 技能講習科目
- 学科
  1. 小型移動式クレーンに関する知識（6時間）
  2. 小型移動式クレーン運転技能講習に係る原動機及び電気に関する知識（3時間）
  3. 小型移動式クレーンの運転のために必要な力学に関する知識（3時間）
  4. 関係法令（1時間）
- 実技
  1. 小型移動式クレーンの運転（6時間）
  2. 小型移動式クレーンの運転のための合図（1時間）

※学科・実技とも、修了試験が課される。

### 移動式クレーンの運転の業務に係る特別教育

#### 特別教育の概要
- 特別教育は各事業所（企業等）又は都道府県労働局長登録教習機関において行われる。
- クレーン取扱い業務等特別教育規程（昭和47年労働省告示第118号）で規定された履修時間は13時間（以上）となっている。

#### 特別教育科目
- 学科
  1. 移動式クレーンに関する知識（3時間）
  2. 原動機及び電気に関する知識 （3時間）
  3. 移動式クレーンの運転のために必要な力学に関する知識（2時間）
  4. 関係法令（1時間）
- 実技
  1. 移動式クレーンの運転（3時間）
  2. 移動式クレーンの運転のための合図（1時間）